# اچ‌ام‌اس کلئوپاترا (۳۳)
اچ‌ام‌اس کلئوپاترا (۳۳) (به انگلیسی: HMS Cleopatra (33)) یک کشتی است که طول آن ۴۸۵ فوت (۱۴۸ متر) می‌باشد. این کشتی در سال ۱۹۴۰ ساخته شد.